# Coxilha
Coxilha là một đô thị thuộc bang Rio Grande do Sul, Brasil. Đô thị này có diện tích 422,79 km², dân số năm 2007 là 2916 người, mật độ 6,9 người/km².